# Battaglia di San Secondo
La battaglia di San Secondo fu un fatto d'arme che ebbe luogo presso San Secondo Parmense nel 1522 e fu sostanzialmente una battaglia per il possesso del feudo di San Secondo da parte di differenti rami della famiglia dei Rossi.
La battaglia è rappresentata in un affresco del Vasari nella sala riservata alle gesta di Giovanni de Medici a Palazzo Vecchio a Firenze.

## Antefatto
I Rossi vantavano diritti sul contado di San Secondo sin dal XII secolo, esercitandone la signoria in modo esclusivo dal 1365. Dopo la  guerra dei Rossi avvenuta sul finire del XV secolo che vide lo sconfitto casato del leone rampante perdere i diritti sui suoi feudi, Giovanni de' Rossi  riuscì, grazie ai servigi resi al re di Francia, a rientrare in possesso della contea lasciandola nel 1502 al figlio Troilo I che la mantenne sino alla morte avvenuta nel 1521.
Troilo lasciava il feudo alla contessa, Bianca Riario, sorellastra da parte di madre di Giovanni dalle Bande Nere e al figlio diciassettenne Pietro Maria. Vista la situazione di debolezza dei legittimi eredi, un altro ramo dei Rossi, quello di Corniglio, capitanati da Filippo Maria e da Bernardo de Rossi, già vescovo di Treviso e da poco rientrato a Parma, tentò di far valere i propri diritti sul contado occupando San Secondo e la sua Rocca.
Le pretese di Filippo Maria de' Rossi erano comunque fondate in quanto egli era figlio di quel Guido designato come successore da Pier Maria II de' Rossi nel testamento del 1464. A causa della sconfitta del padre nella guerra contro Ludovico il Moro, Filippo visse esule riuscendo dopo varie vicissitudini a farsi reinsediare nel feudo rossiano di Corniglio ma non poté far valere i propri diritti su San Secondo nel quale nel frattempo il figlio primogenito di Pier Maria II: Giovanni il diseredato, era stato reinsediato la Luigi XII di Francia nel 1500. La morte di Troilo I, figlio di Giovanni de' Rossi, fece ipotizzare a Filippo e agli eredi di Guido che la mutata situazione fosse propizia per tentare il colpo di mano e prendersi con la forza il lascito testamentario del nonno Pier Maria II.
Venuto a sapere della situazione di difficoltà nella quale versava la sorellastra, Giovanni de' Medici, che all'epoca si trovava nel cremonese, ruppe gli indugi e corse in soccorso di Bianca.

## La battaglia
Giovanni de' Medici, che all'epoca si trovava presso Cremona con le sue truppe, varcò rapidamente il Po dirigendosi verso San Secondo, ma quando giunse in prossimità del paese si trovò il passo sbarrato dall'esercito degli usurpatori forte di 4000 fanti, 6 pezzi di artiglieria e numerosi cavalli. Le truppe di Giovanni, grazie alla cavalleria estremamente agile e veloce, attaccarono frontalmente lo schieramento avversario rompendone le file e catturando tutti i pezzi di artiglieria, lo scompiglio causato dalla carica e dalla perdita dell'artiglieria mise in rotta l'esercito del nemico.

## Conseguenze
Dopo aver sbaragliato sul campo le truppe avversarie, Giovanni de Medici:
"...pigliò tutti i castelli in sua mano dicendo che voleva vedere chi glieli torrebbe, ed entrando egli in persona a San Secondo, luogo forte e di buona entrata, Jeronimo Corso gli disse: signore, tu sei povero e non hai niente, che non ti tieni questi luoghi per te, mandando tua sorella a casa sua? Al che egli rispose che mai più gli parlasse di simili cose, per quanto aveva cara la vita perché stimava più sua sorella con i suoi nipoti, che quanti stati erano nel mondo"
Fu così che secondo il nipote Giovanni Girolamo de Rossi, vescovo di Pavia, Giovanni de' Medici restituì San Secondo, Rocca e la contea alla sorellastra Bianca de Rossi e al nipote, legittimo erede, Pier Maria III. L'anno successivo alla battaglia Pier Maria III invitò lo zio alle sfarzose nozze celebrate in San Secondo con Camilla Gonzaga, tale episodio viene rievocato nel Palio delle Contrade di San Secondo.